# Airaphilus syriacus
Airaphilus syriacus es una especie de coleóptero de la familia Silvanidae.

## Distribución geográfica
Habita en Siria.